# نوکیا ۶۶۳۰
نوکیا ۶۶۳۰ یکی از گوشی‌های ساخته شده توسط شرکت نوکیا است که در نوامبر ۲۰۰۴ به بازار معرفی شده است. لازم است ذکر شود که این گوشی در زمان خودش یکی از لوکس‌ترین و بروزترین گوشی‌های همراه بوده و با دوربین ۱/۳مگاپیکسلش عکس و فیلمهای با کیفیتی را می‌گرفته. در پایین این موبایل یک انحنای بزرگ وجود دارد که طراحی این موبایل را جذاب تر کرده است. حتی مدل بعد از این گوشی که ۷۶۱۰نام داشت دوربین به مراتب پایین‌تری نسبت به ۶۶۳۰داشت.
این گوشی بر پایه سیمبیان سری ۶۰ کار می‌کند و در واقع متحول شدهٔ گوشی‌های ۶۶۰۰ و ۶۶۲۰ نوکیا است. این موبایل، اولین موبایل نوکیا بود که از شبکه 3G پشتیبانی می‌کرد. این موبایل قابلیت اتصال به رایانه از طریق کابل را دارد. این موبایل قابلیت تماس تصویری را دارد اما به دلیل نداشتن دوربین سلفی (دوربین دوم) با استفاده از یک دوربین جداگانه که باید آن را خرید کار می‌کند. نوکیا ۶۶۳۰ دارای درگاه pop-port است و به خاطر همین می‌تواند به رایانه‌ها یا لب تاب‌ها وصل شود.